# Hippikon
Das Hippikon (altgriechisch ἱππικόν hippikón, deutsch ‚Reiterei, Kavallerie‘) war ein griechisches Längenmaß der Antike. Das bestimmende Maß Stadium war von wechselnder Länge. Das olympische Stadium wurde auch als 1/40 der Meile gerechnet.

## Definition
- 1 Hippikon = 4 Stadien (Länge einer Pferderennbahn) = 740 Meter (errechn.)
- 1 Stadium = 600 Fuß (griech.) = 185 Meter
  - 8 Stadien = 1000 Schritt = 5000 Fuß (röm) = 1 Meile = 1478,7 Meter